# Drillia tripter
Drillia tripter é uma espécie de gastrópode do gênero Drillia, pertencente a família Drilliidae.